# Constantia (wijnstreek)

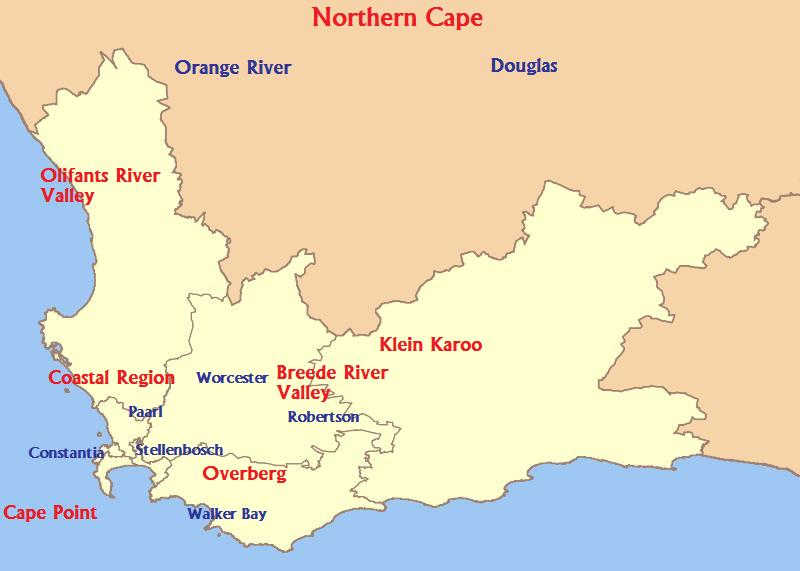
locatie van Constantia

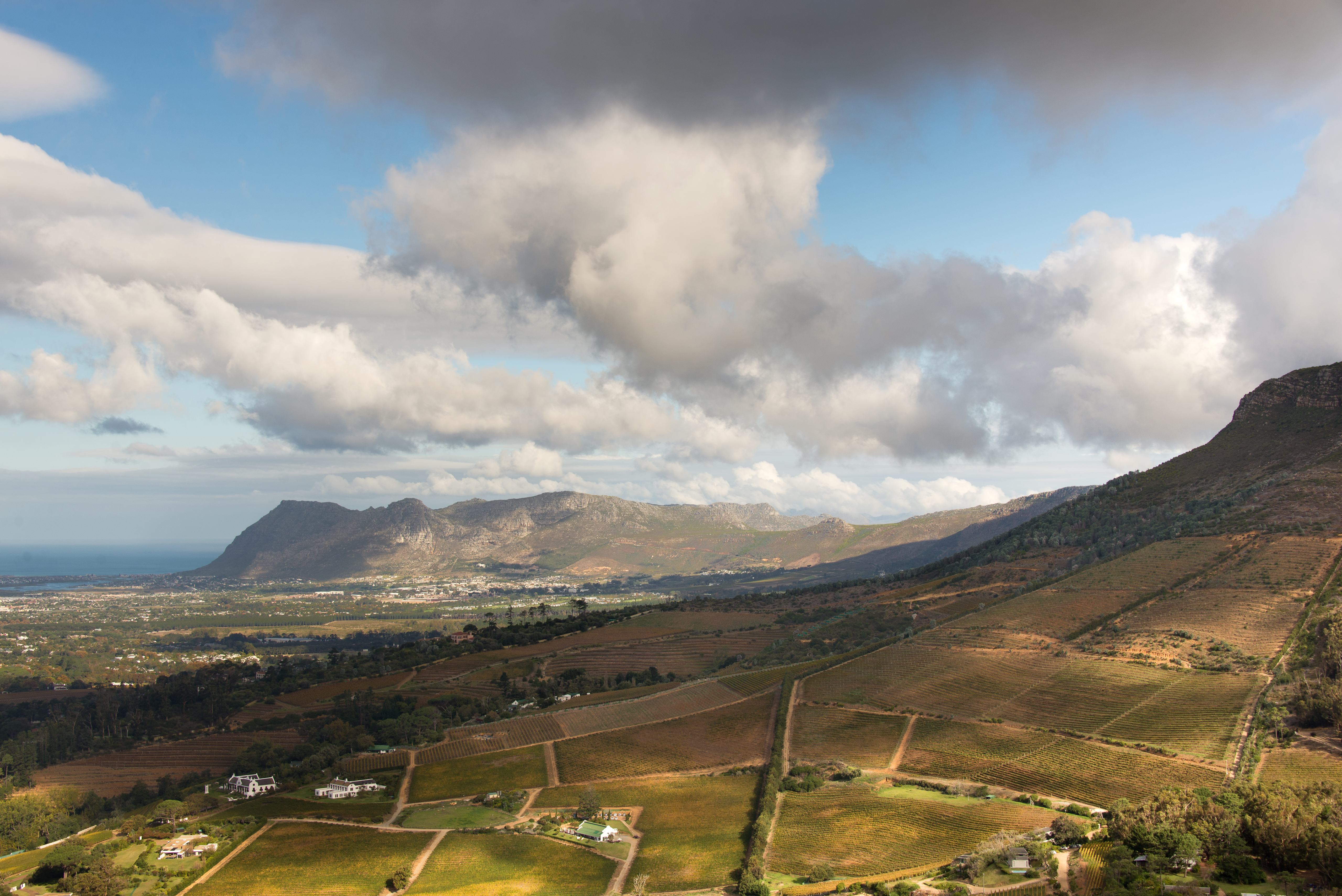
wijnbouw in Constantia

Constantia is een ward in Zuid-Afrika, dat niet behoort tot een wijnregio of wijndistrict. Constantia ligt aan de West-Kaap. Hier ligt de wieg van de wijnbouw in Zuid-Afrika. Simon van der Stel stichtte er in 1697 een historische boerderij. In de 18e  en 19e eeuw was de ward Constantia vooral bekend om zijn zoete wijn, totdat de druifluis vrijwel alle wijngaarden vernietigde. Tegenwoordig produceert men hier voornamelijk verfijnde droge witte wijnen van de sauvignon blanc, sémillon en muscat. De rode wijnen worden gemaakt in Bordeaux-stijl. De meest geteelde rassen zijn sauvignon blanc, merlot, cabernet sauvignon, chardonnay en shiraz.
Er zijn twee estates: Groot Constantia en Klein Constantia. De wijngaarden liggen tegen de oostelijke hellingen van de Constantiaberg, die een uitloper is van de Tafelberg. Hierdoor profiteren ze van de schaduw van de berg en van de koele zeewind uit de Valsbaai. Irrigatie is niet nodig omdat er in dit gebied genoeg neerslag valt. 